# Hans Julius Zassenhaus
Hans Julius Zassenhaus (Coblença, 28 de maio de 1912 — Columbus (Ohio), 21 de novembro de 1991) foi um matemático alemão.
Obteve um doutorado em 1934 na Universidade de Hamburgo, orientado por Emil Artin.
É conhecido por seu trabalho em álgebra e como um pioneiro da álgebra computacional.

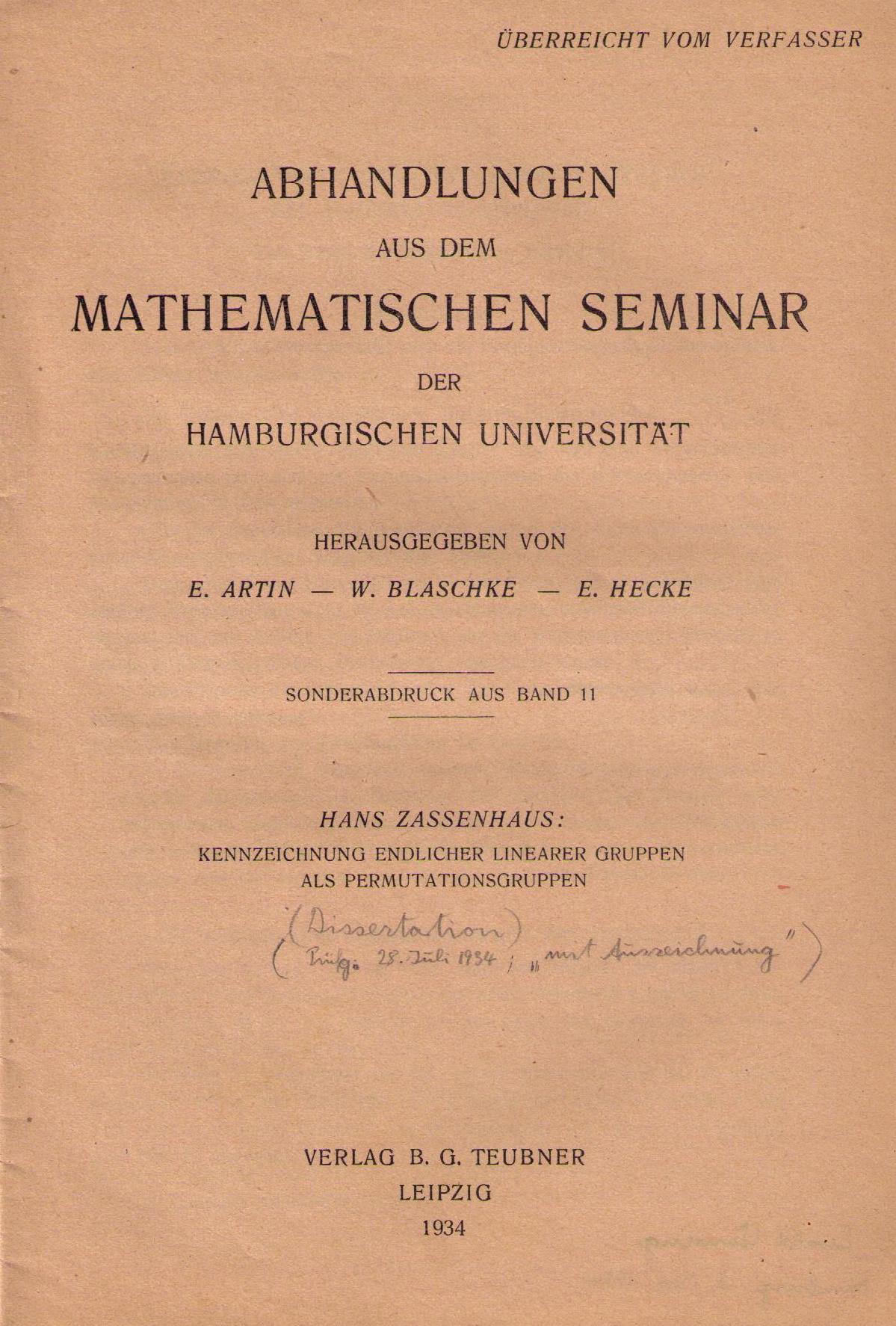
Página de rosto de sua tese de 1934

## Obras
- Lehrbuch der Gruppentheorie. Teubner, Leipzig 1937 (auch engl. Übersetzung, zuerst Chelsea Verlag, 1949)
- Lie algebras and representation theory. Montreal 1981
- com Michael Pohst: Algorithmic algebraic number theory. Cambridge 1997 (zuerst 1989)
- Rubiks cube - a toy, a Galois tool, group theory for everybody. In: Physica A. Band 114, 1982, S. 629
- Über die konstruktive Behandlung mathematischer Probleme. Rheinisch-Westfälische Akademie der Wissenschaften 1982
- On the Minkowski-Hilbert dialogue on mathematization. In: Canadian Math. Bull. Band 18, 1975, S. 443
- How programming difficulties can lead to theoretical advances. In: Proc. Symp. Applied Mathematics. Band 15, 1963, S. 87
- Experimentelle Mathematik in Forschung und Unterricht. In: Math. Physikal. Semesterberichte. Band 13, 1965, S. 135
- Methoden und Probleme der modernen Algebra. Jahresbericht DMV 1994, Nr.1